# Acantholimon huetii
Acantholimon huetii är en triftväxtart som beskrevs av Pierre Edmond Boissier. Acantholimon huetii ingår i släktet Acantholimon och familjen triftväxter.

## Underarter
Arten delas in i följande underarter:
- A. h. breviscapum
- A. h. breviscapum